# Mosh (luchador)
Charles Warrington (28 de mayo de 1971), conocido como Mosh, es un luchador profesional. Actualmente trabaja como embajador para la empresa WWE.

## Carrera

### Regreso a WWE (2023- presente)
En mayo de 2023, se informo que Mosh junto a su compañero Thrasher, habían firmado un contrato de leyendas con WWE, lo que los convirtió a ambos en embajadores para la empresa.

## Campeonatos y logros
- Atomic Revolutionary Wrestling
  - ARW Tag Team Championship (1 vez, actual) - con Thrasher[5]

- Coastal Championship Wrestling
  - CCW Tag Team Championship (1 vez) - con Thrasher

- Fighting Evolution Wrestling
  - FEW Tag Team Championship (2 veces, actual) - con Thrasher[6][7]

- Heartland Wrestling Association
  - HWA Tag Team Championship (1 vez) - con Thrasher

- Insane Championship Wrestling
  - ICW Streetfight Tag Team Championship (1 vez) - con Thrasher

- Main Event Championship Wrestling
  - MECW Tag Team Championship (1 vez) - con Thrasher

- Maryland Championship Wrestling
  - MCW Heavyweight Championship (1 vez)
  - MCW Tag Team Championship (1 vez) - con Thrasher

- Maximum Xtreme Pro Wrestling
  - MXPW Heavyweight Championship (1 vez)

- New England Wrestling Federation
  - NEWF Tag Team Championship (3 veces) - con Thrasher

- Texas Wrestling Alliance
  - TWA Tag Team Championship (1 vez) - con Thrasher

- World Wrestling Alliance
  - WWA Tag Team Championship (1 vez) - con Thrasher[8]

- World Wrestling Federation
  - NWA World Tag Team Championship (1 vez) - con Thrasher
  - WWF Tag Team Championship (1 vez) - con Thrasher

- Pro Wrestling Illustrated
  - Situado en el N°104 en los PWI 500 de 1997[9]